# Demaryius Thomas
Demaryius Antwon Thomas (Montrose, 25 dicembre 1987 – Roswell, 9 dicembre 2021) è stato un giocatore di football americano statunitense che militava nel ruolo di wide receiver nella National Football League (NFL).
Fu scelto nel corso del primo giro (22º assoluto) del Draft NFL 2010 dai Denver Broncos coi quali trascorse 9 stagioni; con essi venne convocato quattro volte al Pro Bowl e vinse il Super Bowl 50. Nella sua carriera giocò anche per gli Houston Texans, per i New England Patriots e per i New York Jets. Al college giocò a football per Georgia Tech.
Il 9 dicembre 2021 fu ritrovato morto all'età di 33 anni nella propria casa; la morte potrebbe essere legata a problemi di salute avuti negli ultimi mesi. Dopo il decesso, il cervello di Thomas è stato donato all'Università di Boston per un esame ed è stata riscontrata la positività all'encefalopatia traumatica cronica, una condizione neurodegenerativa associata a ripetuti traumi cranici. È uno degli almeno 345 giocatori della NFL a cui è stata diagnosticata questa sindrome dopo la morte.

## Carriera professionistica

### Denver Broncos

#### 2010
Al draft NFL 2010, Thomas fu selezionato come 22a scelta assoluta dai Denver Broncos. Per un problema al piede saltò la prima della stagione regolare. Debuttò come professionista il 19 settembre 2010 contro i Seattle Seahawks indossando la maglia numero 88. Nella sua stagione da rookie saltò cinque gare consecutive per problema alla caviglia, terminando con 22 ricezioni per 283 yard e 2 touchdown.

#### 2011
Nel febbraio 2011 Thomas si ruppe il tendine d'Achille. Dopo l'operazione rimase fermo sette mesi, riprendendo ad allenarsi il 3 settembre, ma dopo soli tre giorni si ruppe un dito della mano sinistra, perdendo cinque gare. Thomas fece il suo debutto stagionale il 23 ottobre 2011 contro i Miami Dolphins, ricevendo un passaggio da touchdown dal quarterback Tim Tebow, coi Broncos che vinsero ai supplementari. Malgrado questo inizio promettente, Thomas ricevette soli quattro passaggi nelle successive cinque partite, con Denver che si orientò verso un attacco maggiormente basato sulle corse.

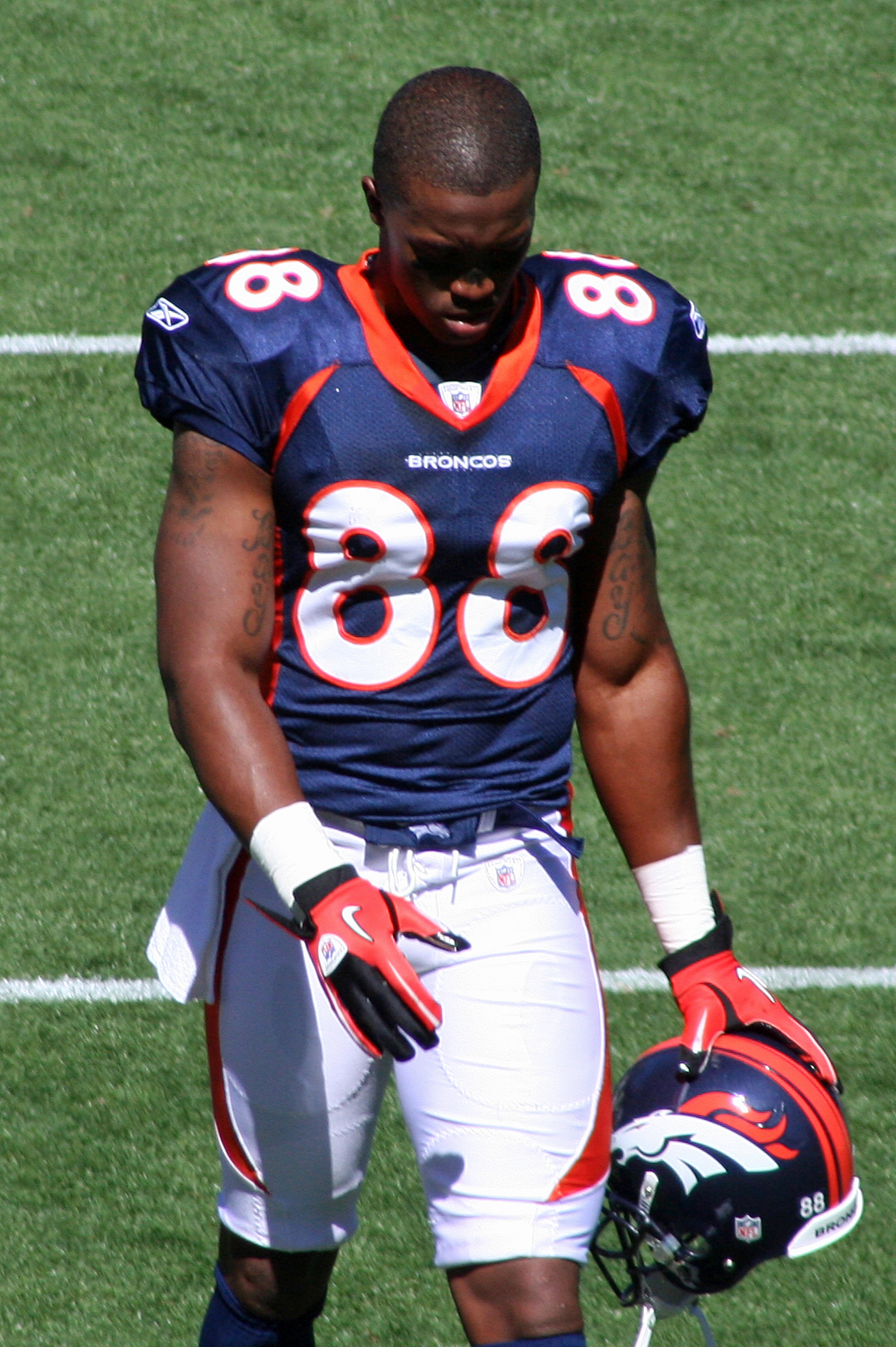
Thomas nella sua stagione da rookie coi Broncos.

Demaryius esplose nella gara contro i Minnesota Vikings del 4 dicembre 2011, ricevendo 144 yard e 2 touchdown. Terminò la stagione in crescendo, emergendo come il ricevitore preferito di Tebow. La sua stagione regolare terminò con 32 ricezioni per 551 yard e 4 touchdown.
Nel primo turno di playoff, l'8 gennaio 2012, Thomas fu decisivo ricevendo da Tebow il passaggio da touchdown da 80 yard nei supplementari che chiuse la sfida contro i Pittsburgh Steelers sul 29-23 nel primo possesso dei supplementari, dopo che Denver aveva vinto il lancio della monetina. L'intera giocata durò soli 11 secondi, la più veloce conclusione di un tempo supplementare nella storia della NFL e il più lungo touchdown segnato nella storia dei playoff ai supplementari. Thomas terminò quella gara con 4 ricezioni, 204 yard (record di franchigia nei playoff) e 1 touchdown nel suo debutto nei playoff. La settimana successiva il giocatore ricevette 6 passaggi per 93 yard nella netta sconfitta della sua squadra, eliminata dai New England Patriots.

#### 2012
Nella gara di debutto della stagione 2012, vinta contro gli Steelers per 31-19, Thomas fu il miglior ricevitore della squadra con 110 yard guadagnate e un touchdown segnato su un passaggio del nuovo quarterback Peyton Manning. Nella sconfitta del turno successivo segnò un altro touchdown.
Dopo la settimana di pausa, nella settimana 8 i Broncos salirono a un record di 4-3 battendo  i New Orleans Saints, in una gara in cui Thomas ricevette 137 yard e segnò un touchdown. Il 23 dicembre Denver ottenne la decima vittoria consecutiva battendo i Cleveland Browns con Thomas che ricevette 102 yard e segnò un touchdown. La stagione sua stagione regolare si concluse con 94 ricezioni per 1.434 yard ricevute e 10 touchdown segnati
La stagione dei Broncos si concluse nel divisional round dei playoff quando, in uno stadio Sports Authority Field at Mile High congelato, furono sconfitti dopo due tempi supplementari dai Baltimore Ravens. Thomas terminò la gara con 37 yard ricevute e un touchdown. Il 21 gennaio 2013 Thomas fu convocato per il suo primo Pro Bowl in sostituzione dell'infortunato Wes Welker. Fu inoltre classificato al numero 68 nella classifica dei migliori cento giocatori della stagione.

#### 2013
Nella gara di debutto della stagione 2013 Thomas guidò i Broncos con 161 yard ricevute e 2 touchdown, vendicandosi dei Ravens che li avevano eliminati nei playoff della stagione precedente. Altri 2 TD li segnò nella settimana 4 contro gli Eagles nella giornata in cui i Broncos stabilirono il record di franchigia di punti segnati (52). Il quinto touchdown Thomas lo segnò nella settimana 7 contro i Colts, nella prima gara persa in stagione da Denver, mentre il sesto la domenica successiva nella vittoria sui Redskins. Nel decimo turno di campionato contro i Chargers, Thomas divenne il primo giocatore dei Broncos da oltre un decennio (l'ultimo era stato Shannon Sharpe) a segnare tre touchdown su ricezione in una partita e venne premiato come miglior giocatore offensivo della AFC della settimana. Due settimane dopo segnò il suo decimo TD del 2013 ma i Broncos sprecarono uno svantaggio di 24-0 contro i Patriots, venendo battuti ai supplementari. L'undicesimo lo segnò due settimane dopo nella vittoria sui Titans in cui i Broncos centrarono la matematica qualificazione ai playoff. Nella settimana 16 segnò nuovamente nel giorno in cui Peyton Manning stabilì il record NFL per il maggior numero di touchdown passati in una stagione. Il 27 dicembre fu premiato con la seconda convocazione al Pro Bowl in carriera. Nell'ultima gara della stagione ricevette 113 yard e 2 touchdown contro i Raiders, coi Broncos che terminarono col miglior record della AFC, aggiudicandosi la possibilità di accedere direttamente al secondo turno dei playoff. La sua stagione regolare si concluse al quarto posto nella lega con 1.430 yard ricevute e al secondo con 14 touchdown su ricezione (record di franchigia), venendo inserito nel Second-team All-Pro.
Nel divisional round dei playoff, Thomas ricevette 54 yard e segnò un touchdown nella vittoria sui Chargers. La settimana successiva, nella finale della AFC, i Broncos batterono i Patriots qualificandosi per il Super Bowl, la prima presenza della franchigia dal 1998. In quella partita ricevette 7 passaggi per 134 yard e un touchdown.
Nel Super Bowl XLVIII contro i Seattle Seahawks, i Broncos furono superati dagli avversari per 43-8, il Super Bowl col risultato più a senso unico degli ultimi vent'anni. Thomas concluse la partita con un record dell'evento di 13 ricezioni, superando il vecchio primato di 11 di Jerry Rice, Dan Horn, Deion Branch e del compagno Wes Welker, con 118 yard ricevute e l'unico touchdown della sua squadra nel finale del terzo quarto, quando questa si trovava già in svantaggio per 36-0.
A fine anno Thomas fu votato al 49º posto nella NFL Top 100 dai suoi colleghi.

#### 2014

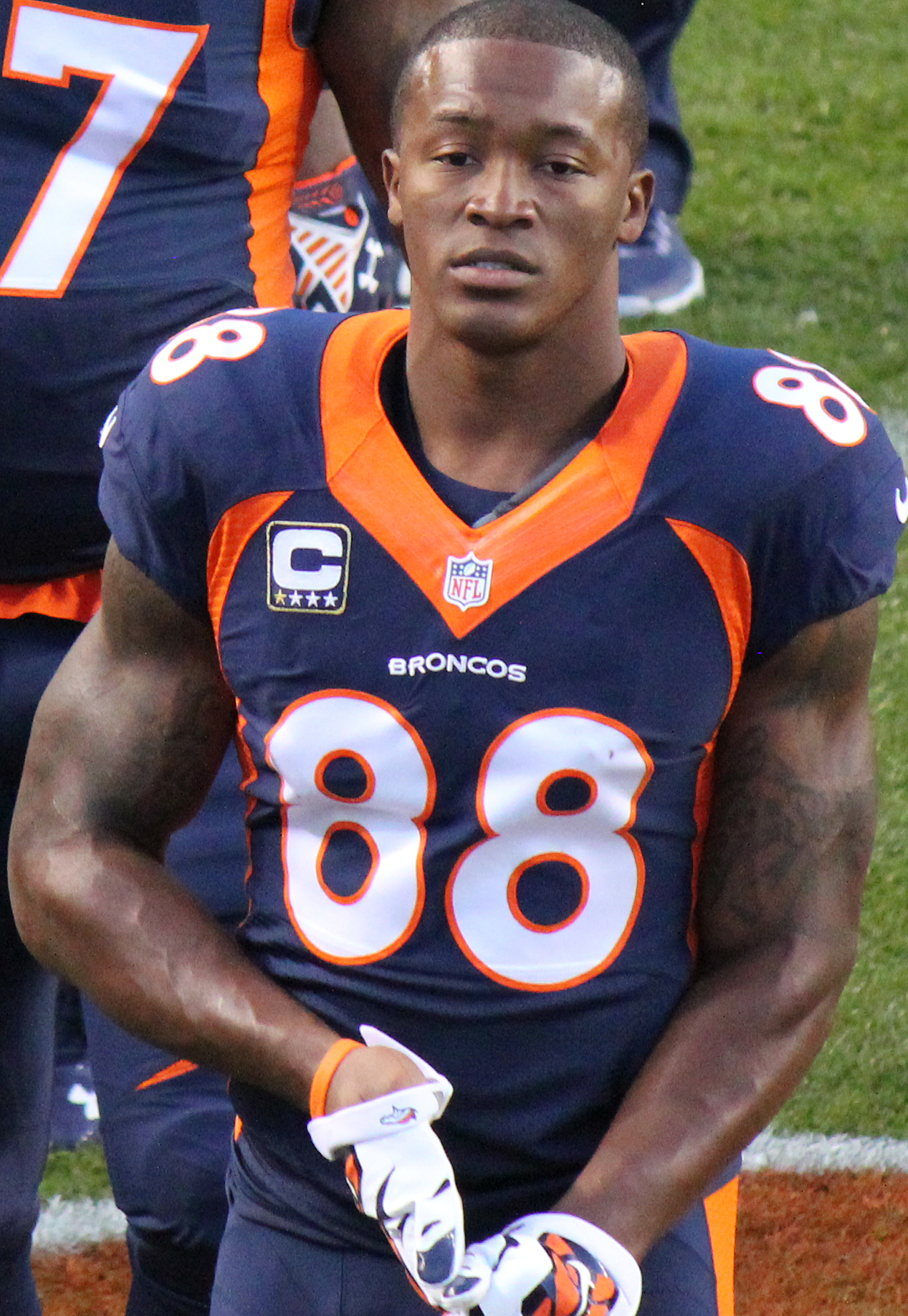
Thomas nel 2014

Il primo touchdown del 2014, Thomas lo segnò nella settimana 2 nella vittoria in casa sui Chiefs. Dopo essere stato rallentato nel primo mese di gare per un infortunio al piede, nel quinto turno stabilì un nuovo record di franchigia ricevendo 226 yard nella vittoria sugli imbattuti Cardinals, segnando anche due touchdown. Il precedente primato erano le 214 yard ricevute nel 2002 da Shannon Sharpe. Per questa prestazione fu premiato come miglior giocatore offensivo della AFC della settimana. Due settimane dopo ricevette lo storico 509º touchdown in carriera di Peyton Manning con cui il quarterback divenne il recordman di tutti i tempi superando Brett Favre. La sua gara nella netta vittoria contro i 49ers terminò con 171 yard ricevute e 2 marcature. Tornò a segnare dopo quattro gare all'asciutto nella vittoria in rimonta della settimana 12 contro i Dolphins, in cui ricevette 3 touchdown da Manning. Sette giorni dopo arrivò a quota dieci TD nella vittoria esterna sui Chiefs. Nel quindicesimo turno ricevette 123 yard e un altro touchdown, coi Broncos che battendo in trasferta i Chargers si aggiudicarono il quarto titolo di division consecutivo. Con 115 yard ricevute nella vittoria sui Raiders nell'ultima partita, Thomas stabilì un nuovo record stagionale di franchigia. La sua stagione si chiuse al secondo posto nella NFL con 111 ricezioni e 1.619 yard ricevute oltre a 11 touchdown, venendo convocato per il terzo Pro Bowl in carriera e inserito nel Second-team All-Pro.
L'11 gennaio 2015 i Broncos furono subito eliminati nel divisional round dei playoff dai Colts con Thomas che segnò l'unico touchdown della sua squadra.

#### 2015
Il 2 marzo 2015 i Broncos applicarono su Thomas la franchise tag. Con un Manning non al meglio, segnò solamente un touchdown nelle prime dieci giornate, nella settimana 3 contro i Lions. Il secondo lo ricevette nell'undicesimo turno dal quarterback di riserva Brock Osweiler su un passaggio da 48 yard nel primo possesso di Denver. La sua stagione regolare si chiuse guidando i Broncos con 1.304 yard ricevute e 6 touchdown, mentre la squadra si qualificò per i playoff col miglior record dell'AFC. Denver giunse fino al Super Bowl 50 dove batté i Carolina Panthers per 24-10, laureandosi campione. In quella gara Thomas partì come titolare, ricevendo un solo passaggio da 8 yard.

#### 2016

Thomas nel 2017

Nel 2016 Thomas non poté più contare su Peyton Manning, ritiratosi, come quarterback ma riuscì comunque a disputare la quinta stagione consecutiva con almeno mille yard ricevute, venendo convocato per il suo quinto Pro Bowl al posto dell'infortunato Antonio Brown. Raggiunse così Shannon Sharpe e Steve Atwater quali unici altri giocatori dei Broncos a venire selezionati per cinque Pro Bowl consecutivi. Denver invece non riuscì a tornare ai playoff per difendere il proprio titolo.

### Houston Texans
Il 30 ottobre 2018 Thomas fu scambiato con gli Houston Texans per una scelta del quarto giro del Draft 2019. Debuttò con la nuova maglia proprio contro i Broncos ricevendo 3 passaggi per 61 yard dal nuovo quarterback Deshaun Watson nella vittoria esterna per 19-17.

### New England Patriots
Il 16 aprile 2019 Thomas firmò un contratto di un anno con i New England Patriots.

### New York Jets
Il 10 settembre 2019 Thomas fu scambiato con i New York Jets per una scelta del sesto giro del draft 2021.

## Palmarès

### Franchigia
- Super Bowl : 1

Denver Broncos: 50
- American Football Conference Championship: 2

Denver Broncos: 2013, 2015

### Individuale
- Convocazioni al Pro Bowl: 5

2012, 2013, 2014, 2015, 2016
- Second-team All-Pro: 2

2013, 2014
- Giocatore offensivo della AFC della settimana: 2

10ª del 2013, 5ª del 2014